# 阳宝华
阳宝华（1947年9月—），湖南衡山人。1968年12月参加工作，1972年8月加入中国共产党。中共中央党校硕士学历。中华人民共和国政治人物。

## 生平
曾任湖南省衡阳市化工局党委书记、局长；衡阳市委常委、副市长；益阳地委副书记、行署专员；益阳市委副书记、市长；岳阳市委书记；长沙市委书记；湖南省省长助理。
2003年1月起任中国人民政治协商会议湖南省委员会副主席，2011年1月辞职。2013年10月，湖南省委公布，中央组织部同意阳宝华退休，免去湖南省政协党组副书记职务。
2014年5月27日，他因涉嫌严重违纪违法接受中纪委调查。同年7月15日，涉受贿、通奸被中纪委开除党籍。他是中共十八大以来湖南落马的第二名省部级高官，第一位是湖南省政协副主席童名谦。
2015年7月14日，桂林市中级人民法院公开开庭审理阳宝华受贿案，检方指控，1996年至2014年，被告人阳宝华利用担任湖南省岳阳市委书记、长沙市委书记、湖南省人民政府省长助理、湖南省政协党组副书记、副主席等职务上的便利，直接或通过其妻曾寿涛、其子阳昀、其妻弟曾云龙非法收受他人财物共计折合人民币1356万余元。2015年11月3日，桂林市中级人民法院公开开庭开庭宣判，法庭认定被告人阳宝华犯受贿罪，判处有期徒刑十一年，并处没收个人财产人民币一百万元，对受贿犯罪所得财物予以追缴上缴国库，阳宝华当庭表示服从判决不上诉。。